# Anzelmas-Matutis-Gymnasium Igliauka

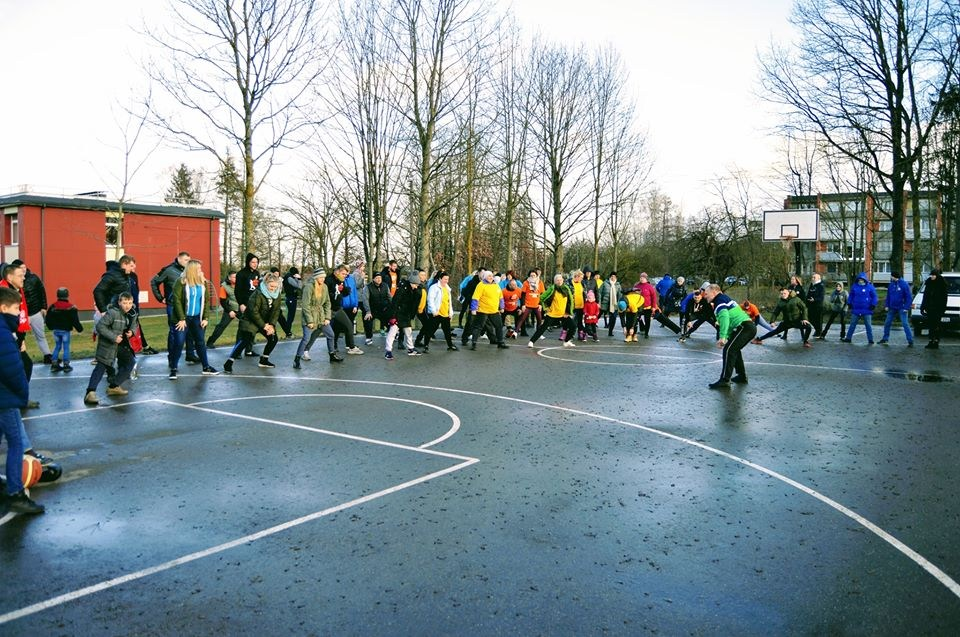
Schulveranstaltung

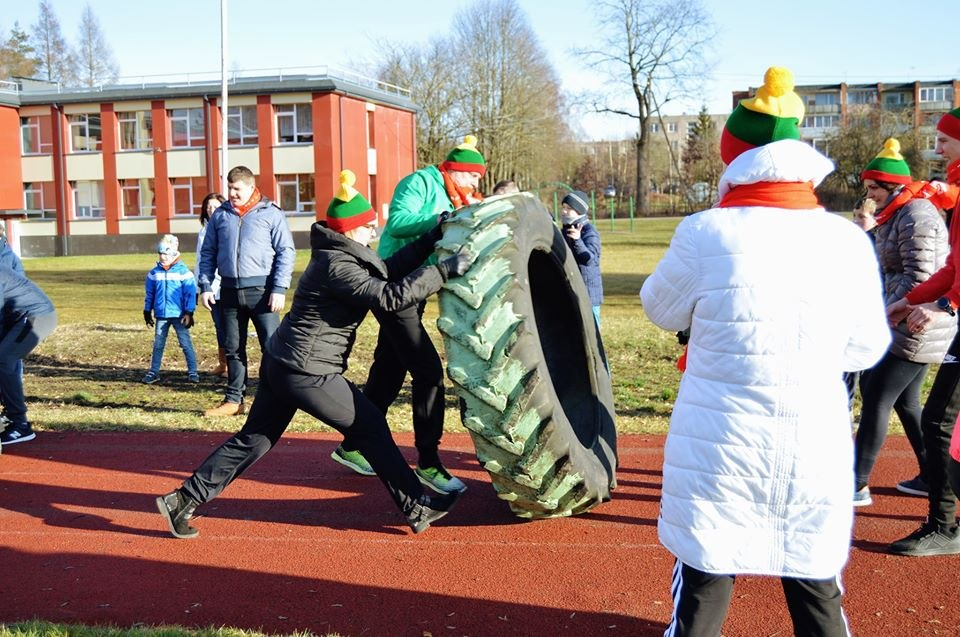
Schüler auf dem Schulhof

Das Anzelmas-Matutis-Gymnasium Igliauka (lit. Igliaukos Anzelmo Matučio gimnazija) ist ein staatliches Gymnasium im litauischen südwestlichen Städtchen Igliauka, Region Suvalkija. Zu den Fremdsprachen gehören Englisch, Deutsch und Russisch. Es gibt Tanz als Schulfach.

## Geschichte
Die erste Schule in Igliauka wurde von Marianer-Mönchen gegründet. In schriftlichen Quellen wird sie 1823 erwähnt. 1907 wurde eine Grundschule in einer Bauernkate gegründet. Alle Fächer wurden auf Russisch unterrichtet, Litauisch war nur ein Schulfach.  Im Jahr 1934 wurde ein eigenes Gebäude für die Schule gebaut. 1937 wurden  eine fünfte und später eine sechste Aufbauklassen eingeführt. 
Während des Zweiten Weltkriegs gab es nur vier Klassen in der Schule. Ab Juli 1944 gab es in Igliauka ein Progymnasium.  1946 wurde es in Sowjetlitauen zu einem Vollgymnasium. Am 20. Juni 1951 wurde es in eine Sekundarschule  umbenannt. Am 20. Mai 1989 erhielt die Schule den Namen des litauischen Dichters Anzelmas Matutis. Am 1. September 2014 wurde sie zum Gymnasium.  Von 2015 bis 2017 gab es die Filiale Gudeliai, als die Hauptschule Gudeliai geschlossen wurde. Seit dem 1. September 2024 gibt es die  Abteilung Sasnava, da die Hauptschule im benachbarten Dorf Sasnava geschlossen wurde. In der Abteilung für Vorschulerziehung gibt es 7 Mitarbeiter, davon 3 Lehrer, 2 Lehrerassistenten und eine Schülerassistentin sowie ein Fahrer.
Im September 2024 gab es 68 Mitarbeiter.